# Уаза (департамент)
Уа́за (фр. Oise) — департамент на півночі Франції, один з департаментів регіону О-де-Франс. Порядковий номер 60. Адміністративний центр — Бове. Населення 766,4 тис. чоловік (25-е місце серед департаментів, дані 1999 р.).

## Географія
Площа території 5 887 км². Через департамент протікає річка Уаза, що дала йому свою назву.
Департамент включає 4 округи, 41 кантону і 693 комуни.

## Історія
Уаза — один з перших 83 департаментів, створених в березні 1790 р. Знаходиться на території колишньої провінції Іль-де-Франс.